# کوین استوت
کوین استوت (فرانسوی: Kevin Staut‎؛ زادهٔ ۱۵ نوامبر ۱۹۸۰) سوارکار پرش اهل فرانسه است.
وی همچنین برندهٔ جوایزی همچون لژیون دونور (شوالیه) شده‌است.